# 管理官
管理官（かんりかん）は、日本の中央省庁及び警察における官職の一つである。

## 警察における「管理官」

### 警視庁
警視庁本部の管理官は各課の管理職として、課長・理事官に次ぐナンバー3の複数のポストである。主として、複数の係の統括役を務める立場であり、重大事件において捜査指揮を行う。管理官の捜査指揮・管理能力などは、事件解決に直結するため、非常に重要なポストといえる。
刑事部捜査第一課の場合、課長と2人の理事官の下に13人置かれている。捜査第一課管理官は、重大な強行事件が発生すると現場に臨場し、所轄（その事件が起きた場所を管轄している）警察署に設置された捜査本部で陣頭指揮を執る。管理官ひとりで3〜4の係を統括するため、同時に数件の捜査本部を指揮することがある。
捜査第一課などの管理官は公用車が与えられる。この場合、通常は覆面パトカーを移動用の公用車として使う。これは事件事故などに臨場する必要もあるので、そのほうが都合が良いためでもある。

### 道府県警察本部
道府県警察本部の管理官は、原則として課長に次ぐナンバー2のポストである。主要課には複数配置される。かつては、道府県警察本部の課長（警視）に次ぐポストは次席（警部）であった。ところが、警視の増加により、それぞれの課に管理官ポストを設け彼らを配置した結果、次席より上位となった経緯がある。そのため正式な肩書が「管理官次席事務取扱」となっているところもある。また道府県警察本部によっては、調査官・指導官などと称したり、名称だけでなく位置付けも大きく異なるので注意を要する。

### 警察署
大規模警察署においても管理官ポストが配置されているケースがある。警察署においては、主に同一の系統で複数の課が存在する（○○一課、○○二課など）所掌事務を統括する役割を担う。警察署の場合、警視よりも格下の警部が課長職を担当するため、警察署における管理官ポストは課長よりも上役となり、原則的に副署長と課長の間に置かれている。このため、警視庁や警察本部のケースとは異なり、課長と管理官の格付けが逆転している。「管理官」の名称ではなく「○○（「刑事」「地域」など担当部門名）官」「○○管理官」「○○担当次長」の名称を用いる警察本部もある。
警視庁の警察署では、署の規模の大小に関わらず課長職に警視が就任する場合が多く、警部は「管理職警部」に存する者以外は「課長心得」「課長代理」というポストに就く。

### 階級
警視庁における管理官は警視をもって充てられる。道府県警察本部でも概ね警視が管理官に就く。

### キャリア組の管理官
国家公務員I種のキャリア警察官僚が管理官に就任することがある。しかしながらこれは稀であり、警視庁でも公安部外事第一課、刑事部捜査第一課、刑事部捜査第二課、組織犯罪対策部組織犯罪対策総務課などに限られている。警視庁刑事部では捜査第二課は贈収賄や談合など政治的な側面をもつ経済犯罪や知能犯罪を扱うこともある関係でキャリア色が強く、歴代課長はキャリア組で独占されており、管理官も以前からキャリア組が就任することが珍しくない。捜査第一課においてはキャリアの管理官は全くいない時期が長かったが、1990年代以降の人事ではキャリアにも積極的に現場を歩ませる動きが出ており、捜査第一課の10数人の管理官のうち1人は常にキャリアの者が就く体制である。とはいえ捜査第一課400人以上の刑事の中でキャリアの管理官はたった1人である。
役職としては、キャリアにとっては警視昇任直後に就く若手時代のポストである。

## 総務省行政管理局における「管理官」
総務省行政管理局の管理官は課長級分掌官の一つであり、国家行政組織法、総定員法等に基づく行政組織の定員・編成管理を行っている。
各省庁がその設置法、組織令（政令）、組織規則（省令）を改正するとき、定員の増減を行うときは必ずこの管理官と協議しなければならず、内閣法制局参事官、財務省主計局主計官、また行政管理局管理官同様に財務官僚の指定席たる人事院給与局給与第二課長等と並んで官僚組織内では大きな権限を持つものとされている。

## 他の管理官
課長級分掌官として原子力規制庁の安全規制管理官、安全技術管理官がある。
内閣府に厚生管理官がある。
宮内庁に宮殿管理官がある。
総務省に行政相談管理官、統計情報システム管理官、統計企画管理官、国際統計管理官、恩給管理官がある。
法務省に厚生管理官、民事法制管理官、刑事法制管理官、国際刑事管理官、更生支援管理官、矯正医療管理官がある。
出入国在留管理庁に地方出入国在留管理官が。
財務省大臣官房に厚生管理官が、財務局に総務管理官、合同庁舎管理官、上席業務管理官、業務管理官、情報管理官、統括国有財産管理官、上席国有財産管理官、国有財産管理官がある。
国税庁に厚生管理官、国際調査管理官が、国税局に国税管理官がある。
金融庁に総括管理官、国際政策管理官、企業統治改革推進管理官、監督管理官、市場監視管理官、特別調査管理官がある。
外務省に国会対策管理官、営繕管理官、現地職員管理官がある。
経済産業省に業務管理官、文書管理官、予算管理官、鉱山・火薬類管理官、鉱業管理官、小売取引検査管理官、厚生管理官がある。
国土交通省総合政策局に国際建設管理官が、大臣官房に危機管理官が、下水道部に流域管理官が、地方整備局に技術調整管理官、契約管理官、用地補償・土地調整管理官、適正業務管理官、建設管理官、工事品質管理官、営繕品質管理官、営繕特別事業管理官、広域水管理官、流域管理官、河川情報管理官、道路設計管理官、道路情報管理官、官庁施設管理官、港湾計画管理官、港湾保安管理官、防災管理官、占用調整管理官が、国土技術政策総合研究所に土砂災害情報管理官、契約財産管理官、総務管理官がある。
気象庁に経理管理官、国際・航空気象管理官、衛星運用事業管理官、観測船運用管理官がある。
海上保安庁に教育訓練管理官、主計管理官、危機管理官がある。
厚生労働省に会計管理官、水道水質管理官、歯科医療管理官、薬剤管理官、数理調整管理官、統計管理官、情報システム管理官がある。
農林水産省に漁業保険管理官、統計企画管理官がある。
水産庁に漁業保険管理官がある。
環境省の国立公園管理事務所に国立公園管理官がある。
防衛省に施設技術管理官、服務管理官、訟務管理官がある。
公正取引委員会事務総局に審査管理官、課徴金減免管理官、総務管理官がある。
会計検査院事務総局に厚生管理官がある。